# Georges Sorel
Pour les articles homonymes, voir Sorel.
Ne pas confondre avec Georges Sorel (commerce)
Georges Sorel, né le 2 novembre 1847 à Cherbourg et mort le 29 août 1922 à Boulogne-sur-Seine, est un philosophe et sociologue français, connu pour sa théorie du syndicalisme révolutionnaire. Il a parfois été considéré comme un des introducteurs du marxisme en France.

## Biographie
Né d’un père négociant en huiles et eaux gazeuses, dont les affaires périclitèrent, et d’une mère très pieuse, cousin de l’historien Albert Sorel, il entre à l’École polytechnique (promotion X1865), puis au corps des Ponts et Chaussées. À 45 ans, en 1892, il démissionne de son poste d’ingénieur en chef du service hydraulique à Perpignan et s’installe à Paris, puis à Boulogne-sur-Seine avec Marie David, ancienne ouvrière, quasi illettrée, qu’il n’épousera jamais à cause, peut-être, de l’opposition de sa mère. Après sa mort en 1897, Sorel lui dédie ses Réflexions sur la violence, « ce livre tout inspiré de son esprit ».
À partir de la seconde moitié des années 1880, il publie des études dans différents domaines (météorologie, hydrologie, architecture, physique, histoire politique et religieuse, philosophie) révélant une influence de la physique d’Aristote ainsi que des études historiques d’Hippolyte Taine et encore plus d’Ernest Renan. En 1893, il affirme son engagement socialiste et marxiste. Sa réflexion sociale et philosophique prend appui sur sa lecture de Proudhon, Karl Marx, Giambattista Vico et Henri Bergson (dont il suit les cours au Collège de France) ; puis, plus tard, sur le pragmatisme de William James.
Son entrée en politique s’accompagne d’une dense correspondance avec le philosophe italien Benedetto Croce et le sociologue Vilfredo Pareto. Après avoir collaboré aux premières revues marxistes françaises, L’Ère nouvelle, Le Devenir social, puis à la revue anarchiste L’Humanité nouvelle, Sorel participe, à la charnière des XIXe et XXe siècles, au débat sur la crise du marxisme en prenant le parti d’Eduard Bernstein contre Karl Kautsky et Antonio Labriola.
Par ailleurs favorable à la révision du procès de Dreyfus, le théoricien traverse durant cette période une phase réformiste. En collaborant à la revue romaine Il Divenire sociale d’Enrico Leone et au Mouvement socialiste d’Hubert Lagardelle, il contribue, aux alentours de 1905, à l’émergence théorique du syndicalisme révolutionnaire (qui avait préalablement émergé en pratique au sein de la Confédération générale du travail). En 1906 est publié dans cette dernière revue son texte le plus célèbre, les Réflexions sur la violence. Sa sortie en volume en 1908 est suivie la même année par la parution des Illusions du progrès.
Déçu par la CGT, il aurait affirmé, selon certains, son adhésion nouvelle au nationalisme intégral. Le 14 avril 1910, il publie dans l’Action française un article consacré au Mystère de la charité de Jeanne d'Arc de Charles Péguy, dont il est le collaborateur aux Cahiers de la Quinzaine. Mais Péguy marque nettement la distance qui le sépare de Sorel dans Notre Jeunesse dès juillet 1910. Selon d'autres, son rapprochement de l’Action française de Charles Maurras n'a jamais signifié aucune sympathie pour les idéologies nationalistes qu'il dénigra à plusieurs reprises. Il devient cependant une source d'inspiration prépondérante des initiateurs du Cercle Proudhon qui rassemblait syndicalistes révolutionnaires et nationalistes, dont le principal disciple de Sorel, Édouard Berth. Les historiens Georges Navet et Géraud Poumarède ont montré que Sorel désavoua explicitement le Cercle. Mais pour les historiens Zeev Sternhell, Mario Sznajder et Maia Ashéri, auteurs de la Naissance de l'idéologie fasciste, Sorel quoique relativement distant du Cercle, ne pouvait en aucun cas renier des idées qui reprenaient essentiellement celles qu'il avait lui-même exprimées quelques années auparavant lors de la préparation de son journal La Cité française, journal finalement avorté du fait d'une rivalité entre Jean Variot et Georges Valois. Parallèlement aux Cahiers du Cercle Proudhon, dans lequel figure un hommage appuyé à Sorel, celui-ci fonde, avec Jean Variot, la revue socialiste-nationale et antisémite L’Indépendance, à laquelle il collabore de 1911 jusqu'à 1913, lorsqu'il la quitte à cause, dit-il, des « pipelettes nationalistes » qui s'y expriment.
Farouchement opposé à l’Union sacrée de 1914, il condamne la guerre et salue l’avènement en 1917 de la révolution russe, en jugeant Lénine comme « le plus grand théoricien que le socialisme ait eu depuis Marx ». Dans les quotidiens italiens, il écrit de nombreux articles en défense des bolcheviks. Très hostile à Gabriele D'Annunzio, qui entreprend de conquérir Fiume, il ne montre pas davantage de sympathie pour la montée du fascisme. Alors que, selon Jean Variot, dans des Propos posthumes publiés treize ans après sa mort, et donc invérifiables, il aurait placé quelques espoirs en Mussolini. Après la guerre, il publie un recueil de ses meilleurs textes sociaux, intitulé Matériaux d’une théorie du prolétariat. Parmi les livres de Sorel parus originellement en Italie, seuls ont été retraduits en français ses Essais de critique du marxisme.
Plus que ses réflexions d’ordre métaphysique et religieux ou encore son intérêt pour l’histoire ainsi que pour les sciences mécaniques et physiques, ce qui caractérise le penseur est son interprétation originale du marxisme. Cette interprétation fut foncièrement antidéterministe, politiquement anti-étatiste, antijacobine, et fondée sur l’action directe des syndicats, sur le rôle mobilisateur du mythe — en particulier celui de la grève générale —, sur l’autonomie de la classe ouvrière et sur la fonction anti-intégratrice et régénératrice de la violence.
Alors que Georges Sorel est enterré dans le caveau de son fils adoptif Jean-Baptiste David à Tenay, sa compagne Marie Euphrasie David (morte en 1897) l'est séparément dans une tombe mitoyenne.

## Antisémitisme
Shlomo Sand et Zeev Sternhell sont d'accord pour indiquer que Georges Sorel était antisémite. Ils diffèrent cependant dans l'appréciation historique qui doit être portée sur l'attitude antisémite de Sorel. Comme le relève Willy Gianinazzi, cette attitude a été fluctuante, jamais systématique et jamais d'ordre politique, si bien que cet historien peut même mentionner plusieurs cas où Sorel s'est élevé contre l'antisémitisme.
Cependant, dans Ni droite ni gauche, Sternhell affirme que l'antisémitisme est l'élément fondamental du syndicalisme révolutionnaire de Sorel, tandis que Sand dit pour sa part que « taxer Sorel d'antisémitisme est parfaitement légitime ».
Par exemple, en 1911, Georges Sorel laisse paraître dans le journal L'Indépendance de Jean Variot des propos honteux qui relaient la campagne mensongère d'Édouard Drumont dénonçant de prétendus meurtres rituels qui seraient pratiqués par les Ashkénazes, ce qui provoque la colère de l'anthropologue et académicien dreyfusard Salomon Reinach.

## Théorie de la violence

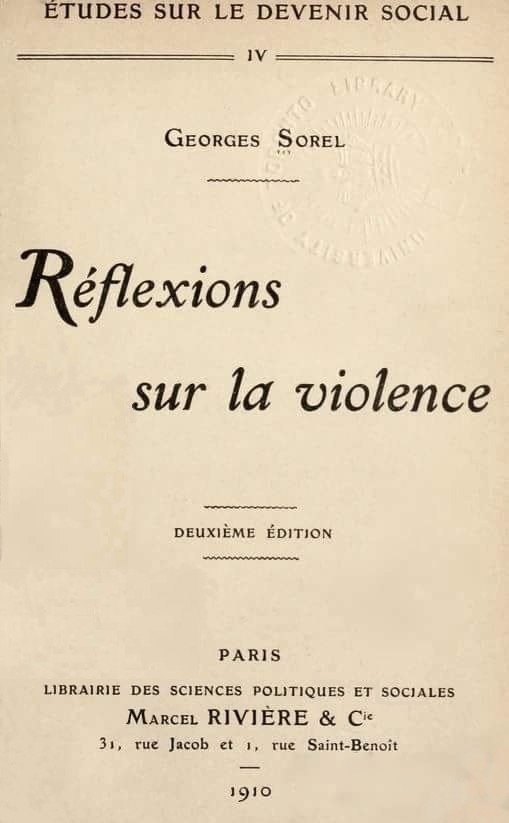

Sorel est un théoricien de la violence. Il écrit Réflexions sur la violence, en 1908, et c’est alors en partisan du syndicalisme qu’il parle, contre un socialisme décrit comme allié de la démocratie bourgeoise, collaborant à l’enterrement de la lutte des classes. Il traite de la violence révolutionnaire, mais l’argumentation n’est pas du type « la fin justifie les moyens ». Certes, la violence est présentée comme l’unique solution face à la passion de la bourgeoisie pour le compromis. Mais la lutte n’est pas un moyen asservi à des fins préalables, elle engendre sa propre réalité. Ce dont parle Sorel, c’est d’une violence « créatrice. » Par là, il rend d’abord compte de la constitution d’un sujet collectif, la classe ouvrière. Et il écrit :  « la force a pour objet d’imposer l’organisation d’un certain ordre social dans lequel une minorité gouverne, tandis que la violence tend à la destruction de cet ordre ».

## Réception

### Témoignages
« Remarquable par son excès de fidélité à Marx et à sa théorie, — ne se distinguant de lui que par son amour de la lutte, sans terme ni réconciliation ultime, — il l'est aussi par son respect d'écolier pour les doctrines de M. Bergson et par son effort à y assouplir les faits. Curieux aussi par son souci d'unir idéologiquement le principe de la lutte de classe avec les théories des syndicalistes révolutionnaires ainsi que par sa volonté de réduire encore la doctrine, l'action et les cadres du socialisme, il l'est encore, lui, l'intellectuel et l'idéologue par excellence, par sa haine féroce contre les intellectuels et le parlementarisme comme par sa critique acerbe, acariâtre et toujours lourde, contre tout penseur et tout talent. Singulier, peut-être plus encore, par son désir d'être violent… en écrits, croyant que pour être terrible, il suffit de le paraître, il reste original entre tous par son Wagnérisme socialiste, son horreur de la clarté, de la logique, du bon sens et de la précision. Puritain dans sa reconstitution du dogme et de la religiosité, dans sa lutte contre la libre-pensée et le progrès ; autoritaire et entier dans son système au point de manifester une certaine tendresse pour M. Clemenceau et pour les troupes de cavalerie qui l'appliquent vigoureusement ; a prioriste et exclusif, véritable moine mystique et guerrier, vaticinant et excommuniant, il donne le spectacle bizarre de la lutte contre l'idéologie par l'idéologie, contre l'utopie par l'utopie, contre la finalité par la finalité, contre la justice romanesque par la violence romanesque. […] M. Sorel, qui aime la violence comme on aime un vice, qui sacrifie tout pour sauver la lutte de classes, qu'il élève à la hauteur d'un principe immuable et qu'il vénère à l'égale d'une idole ; qui, en tant qu'ancien polytechnicien, admire sans réserve la « bataille napoléonienne » et son illustre inventeur, a paraît-il, fondé une « nouvelle école ». […] II a fondé une doctrine que je ne pourrais mieux désigner que sous le nom de négatisme turbulent et de militarisme socialiste. »

— Le proudhoniste Louis Oustry en 1908, à la sortie de Réflexions sur la violence.
Les frères Tharaud ont donné de Georges Sorel le portrait posthume suivant :
« C’était un robuste vieillard, au teint frais comme celui d’un enfant, les cheveux blancs, la barbe courte et blanche, avec des yeux admirables, couleur de violette de Parme… Son métier d’ingénieur des ponts et chaussées l’avait retenu toute sa vie en province où il s’était distrait de l’ennui en lisant et annotant tous les livres qui lui tombaient sous la main… intarissablement s’échappaient de ses lèvres, comme l’eau de la vanne d’un barrage, les idées qui depuis soixante ans s’étaient accumulées derrière le barrage. Tout cela sans aucun ordre. Une richesse en vrac… mais vraiment merveilleux quand, de sa voix flûtée, la tête légèrement penchée, en avant et scandant ses paroles de petits coups de règle, il jetait pêle-mêle les idées que l’on vit paraître un jour dans les Réflexions sur la violence, un de ces livres tout à fait ignorés du grand public, mais d’une rare puissance explosive et qui restera sans doute un des grands livres de ce temps, puisqu’il a eu la singulière fortune d’inspirer à la fois le bolchevisme de Lénine et le fascisme de Mussolini. »
— Jérôme et Jean Tharaud, Notre cher Péguy (1926).
Le syndicaliste révolutionnaire Alfred Rosmer a écrit que Sorel « s'installa dans le syndicalisme comme il s'était installé antérieurement dans le jauressisme puis dans l'antijauressisme […] Les militants syndicalistes l'ont toujours ignoré ».

### Influences et postérité
À la fois antiparlementariste et révolutionnaire, la pensée de Sorel a influencé de nombreux penseurs et hommes politiques du XXe siècle, tant de droite que de gauche. Parmi eux, des syndicalistes révolutionnaires comme Hubert Lagardelle, Édouard Berth et les Italiens Arturo Labriola et Agostino Lanzillo (it), des partisans ou des proches de l’Action française comme Pierre Lasserre et le catholique René Johannet, des libéraux comme Piero Gobetti, des socialistes comme le Hongrois Ervin Szabó, des communistes comme Antonio Gramsci et le jeune Georg Lukács, des marxistes indépendants comme Maximilien Rubel, des écrivains anticonformistes comme Curzio Malaparte, des sociologues comme Walter Benjamin, Jules Monnerot et Michel Maffesoli, des théoriciens politiques comme Carl Schmitt ou encore des économistes comme François Perroux.
Après son arrivée au pouvoir, Benito Mussolini lui-même s’en réclame. Dans l'introduction américaine de Réflexions sur la violence, Edward Shils rapporte les propos de Mussolini selon lesquels Sorel aurait été sa principale source d'inspiration. Raymond Aron le mentionne aussi dans Le romantisme de la violence. L’influence de Sorel s’étendra jusqu’au Tiers monde, puisque le marxiste péruvien José Carlos Mariátegui ou le Syrien Michel Aflak, militant du mouvement de libération nationale et cofondateur du parti Baas, compteront aussi parmi ses lecteurs. L’homme est en fait plus connu à l’étranger qu’en France. Il a fait l’objet de nombreuses interprétations orientées, partielles et opposées.
On rapporte souvent que Sorel a inspiré Lénine. Rien n'en atteste. La seule citation connue de Lénine sur Sorel – « Sorel, ce brouillon notoire ! » – tend à l'infirmer. Et Pierre Andreu pense de même que « son influence a été nulle ».

## Rues et monuments
Une rue de Boulogne-Billancourt porte son nom.
Il y a également des rues Georges-Sorel à Perpignan, Cherbourg-en-Cotentin, Le Port (97420) et Saint-Cyprien (66750).

## Œuvres

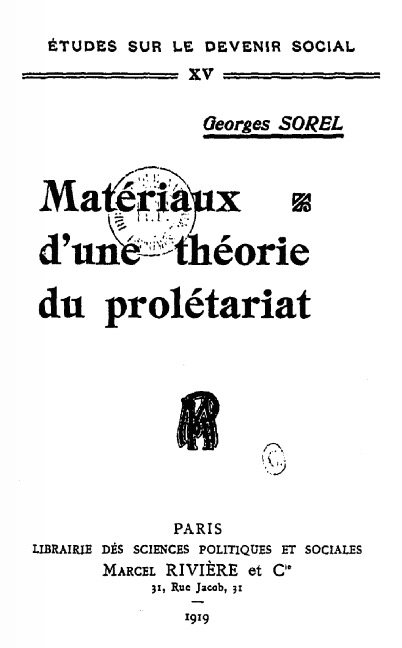
Matériaux d’une théorie du prolétariat, 1919.

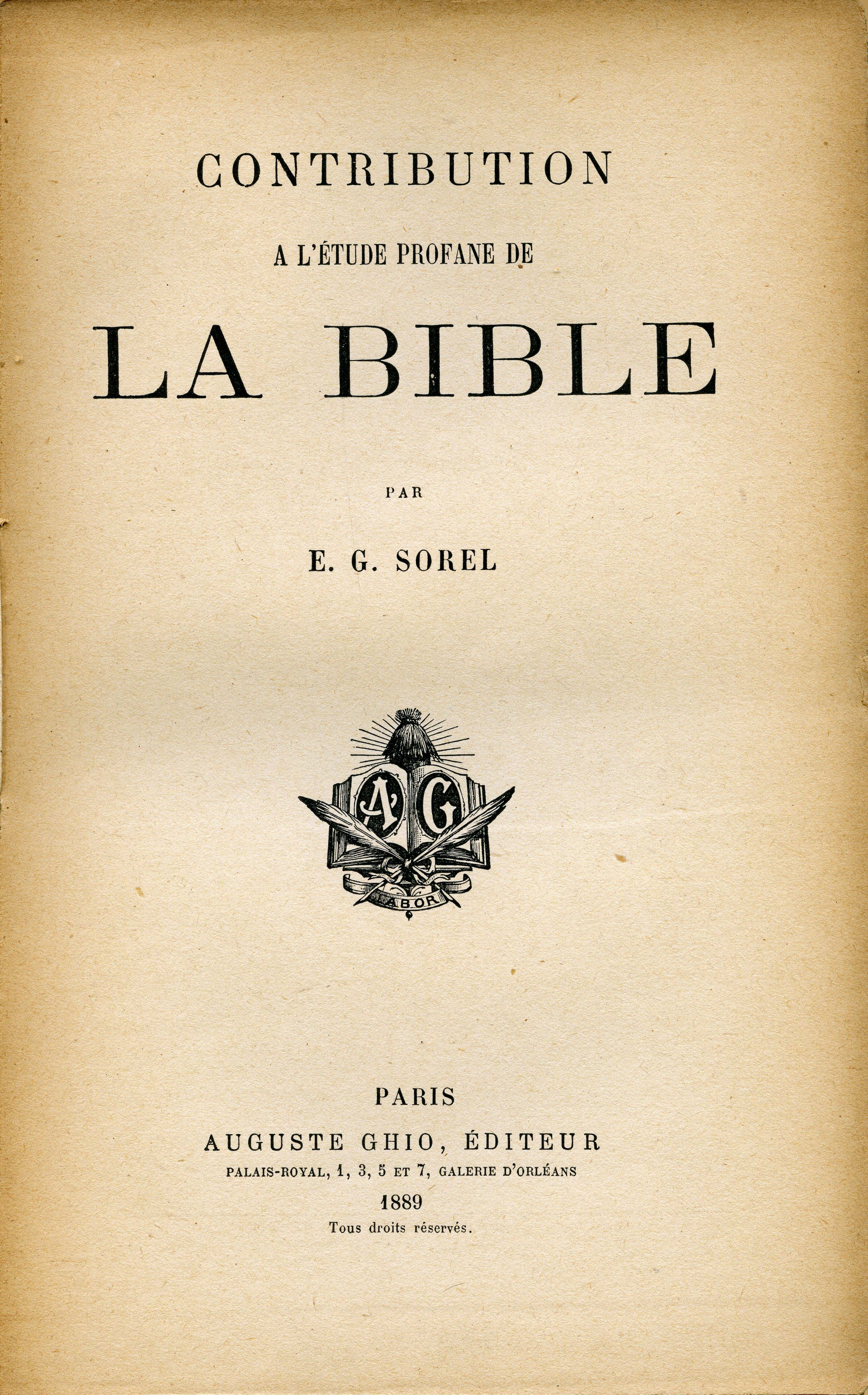
Ouvrage de Georges Sorel, 1889.

- Contribution à l'étude profane de la Bible, Paris, Auguste Ghio, 1889
- Le Procès de Socrate, examen critique des thèses socratiques, Paris, Félix Alcan, 1889
- Les Girondins du Roussillon, Perpignan, Charles Latrobe, 1889 [lire en ligne]
- Essai sur la philosophie de Proudhon, 1re éd. en articles, 1892 ; nouvelle édition : Paris, Stalker Éditeur, 2007
- D’Aristote à Marx (L’Ancienne et la Nouvelle Métaphysique), 1re éd. en articles, 1894 ; nouvelle édition : Paris, Marcel Rivière, 1935
- Étude sur Vico, 1re éd. en articles, 1896 ; repris dans Étude sur Vico et autres écrits, Paris, Champion, 2007
- L’Avenir socialiste des syndicats, 1re éd. en articles, 1898 ; puis à Paris, Librairie de l’Art social, 1901 [lire en ligne]
- La Ruine du monde antique. Conception matérialiste de l’histoire, 1re éd. Paris, Librairie G. Jacques et Cie, 1902 ; 2e éd. Paris, Marcel Rivière, 1925) ; 3e éd. Marcel Rivière, 1933 [lire en ligne]
- Introduction à l’économie moderne, 1re éd. Paris, G. Jacques, 1903 ; 2e éd. Paris, Marcel Rivière, 1922
- Saggi di critica del marxismo (« Essais de critique du marxisme »), Palerme, Remo Sandron, 1903 ; retraduit dans Essais de critique du marxisme. Œuvres I, Patrick Gaud (dir.), Paris, L’Harmattan, 2007
- Le Système historique de Renan, Paris, G. Jacques, 1906
- Insegnamenti sociali dell'economia moderna. Degenerazione capitalista e degenerazione socialista (« Enseignements sociaux de l’économie contemporaine. Dégénérescence capitaliste et dégénérescence socialiste »), Palerme, Remo Sandron, 1907
- Réflexions sur la violence, 1re éd. 1908 ; 4e éd. définitive Paris, Rivière, 1919 ; éd. avec appareil critique et index, Genève-Paris, Entremonde, 2013
- Les Illusions du progrès, Paris, Marcel Rivière, 1908
- La Décomposition du marxisme, 1re éd. Paris, Librairie de Pages libres, 1908 ; Paris, Marcel Rivière, 1910
- La Révolution dreyfusienne, 1re éd. Paris, Marcel Rivière, 1909 [lire en ligne] ; ibid., 1911
- Lettres à Paul Delesalle, 1914-1921, Paris, Bernard Grasset, 1947
- Matériaux d’une théorie du prolétariat, 1re éd. Paris, Marcel Rivière, 1919 ; ibid., 1921
- De l’utilité du pragmatisme, Paris, Marcel Rivière, 1921 [lire en ligne]
- Lettere a un amico d’Italia (« Lettres à un ami d’Italie »), Bologne, L. Capelli, 1963
- Georges Sorel, Scritti sul socialismo, Catania, Pellicanolibri, 1978
- La Décomposition du marxisme et autres essais, anthologie établie par T. Paquot, Paris, PUF, 1982

### Rééditions notables
- Textes choisis de Georges Sorel, éd. Kontre Kulture, 2014 (réédition de Réflexions sur la violence, Les Illusions du progrès et La Décomposition du marxisme en un même volume)
- Réflexions sur la violence, Paris, Krisis, introd. Pierre-André Taguieff, postf. Julien Freund, 404 p., 2023  (ISBN 978-2493898838)

De nombreux textes inédits de Sorel ont été publiés dans la revue Cahiers Georges Sorel, puis Mil neuf cent.

### Remarques
1. ↑  Cf. les tables de cette revue, publiée depuis 1983, [lire en ligne] ; et la revue elle-même, cf. [Persée].
On trouve également plusieurs textes de Georges Sorel sur des sites universitaires comme dans [Les Classiques des sciences sociales] de l’université du Québec à Chicoutimi.

1. ↑  la fiabilité de ces propos a été contestée par Shlomo Sand dans son ouvrage sur Sorel.